# Яхмос (военачалник)
Яхмос (също Ахмосе) е древноегипетски военачалник.
Известен е от необичайно добре запазен надгробен надпис, който е и ценен източник за историята на Египет на прехода между XVII и XVIII династия.
Роден е в Нехеб в семейството на военачалник на фараона Таа II. От ранна възраст е на военна служба и участва в кампаниите на фараона Яхмос I – превземането на Аварис, прогонването на хиксосите от Египет, походите в Палестина и Куш. При Тутмос I е начело на голям египетски поход, достигнал до река Ефрат.
Яхмос умира около 1501 година пр. Хр.